# Ereignisrate
In der Epidemiologie und Biostatistik ist die Ereignisrate (engl.: „event rate“) ist die Häufigkeit, mit der ein unerwünschtes Ereignis (z. B. Krankheit) innerhalb einer bestimmten Zeitspanne oder eines festgelegten Raumes eintritt. Die Ereignisrate ist ein Begriff aus der Wahrscheinlichkeitsrechnung, der vor allem in den Bereichen Mathematik, Naturwissenschaften und Medizin verwendet wird.

## Anwendung in der Medizinischen Statistik
In der Medizinischen Statistik (auch: Biostatistik) beschreibt die Ereignisrate die Relative Häufigkeit, mit der ein bestimmtes Ereignis (z. B. das Auftreten eines Symptoms, einer Krankheit oder einer Linderung/Heilung) in einer Gruppe von Patienten oder Probanden beobachtet wird. Dazu dividiert man die Anzahl beobachteter Ereignisse durch die Anzahl der beobachteten Patienten oder Probanden. Treten beispielsweise in einer Gruppe von 100 Patienten bei 28 Kopfschmerzen auf, so beträgt die Ereignisrate 0,28 oder 28 %.
Will man herausfinden, ob eine medizinische Behandlung wirksam ist, vergleicht man sie am besten gegenüber Placebo, idealerweise in einer Doppelblindstudie. Man zählt dann, wie oft das Ereignis, um das es geht, in der Placebogruppe auftritt und setzt dies ins Verhältnis zur Zahl der mit Placebo behandelten Patienten. So erhält man die kontrollierte Ereignisrate (engl.: „control event rate“ – CER). Diese vergleicht man mit der experimentellen Ereignisrate (engl.: „experimental event rate“ – EER), also der Ereignisrate in der Gruppe mit medizinischer Behandlung.
Aus der CER und der EER lassen sich die Absolute Risikoreduktion (ARR), die Relative Risikoreduktion (RRR) und die Anzahl der notwendigen Behandlungen (engl.: „number needed to treat“ – NNT) einer Therapieform berechnen, die für die Einschätzung ihrer Wirksamkeit und Wirtschaftlichkeit wichtig sind. Die Aussagekraft dieser Daten wird wesentlich durch das dazugehörige Konfidenzintervall bestimmt. Wird dieses in einer Publikation nicht angegeben, so sind die statistischen Angaben kritisch zu beurteilen.
Die patientenbezogene experimentelle Ereignisrate (engl.: „patient’s expected event rate“ – PEER) bezieht sich auf die Anzahl der Ereignisse, die man bei einem Patienten erwarten würde, der weder Therapie noch Placebo erhält, also sozusagen das „natürliche“ Risiko, dass ein Ereignis, z. B. Kopfschmerzen, eintritt.
Zu beachten: Bei den o. g. Ereignisraten handelt es sich nur um eine statistische Beschreibung von Ereignissen in beobachteten Gruppen von Patienten oder Probanden. Über den Kausalzusammenhang zwischen Behandlung und Nicht-Auftreten eines Ereignisses lässt sich auf diese Weise nichts aussagen. Um herauszufinden, mit welcher Wahrscheinlichkeit die Differenz zwischen CER und EER wirklich der Behandlung zu verdanken oder einfach ein Zufallseffekt ist, ob das Ergebnis also mit einer hohen Wahrscheinlichkeit statistisch signifikant ist, muss man Statistische Tests anwenden.